# LCAC
LCAC (angleško Landing Craft Air Cushion) je vojaška kratica, ki označuje Izkrcevalno plovilo na zračno blazino, ki je vrsta amfibijskodesantnih vojnih ladij.